# Гецко Роман Іванович
Рома́н Іва́нович Гецко́ (нар. 3 жовтня 1985) — український футболіст. Півзахисник. Син відомого футболіста Івана Гецка і щонайменше третій футболіст у династії Гецків — його дід, Михайло Гецко, теж був футболістом.
Вихованець СДЮСШОР «Чорноморець». Виступав за дублерів «Чорноморця» і «Металіста». Від 2006 року — у «Дністрі». Провів кілька ігор, коли команда виступала у другій лізі, але після виходу до першої лізи жодного разу не з'явився на полі у сезоні 2007/08.